# أرضت (شهدا بهشهر)
أرضت (بالفارسية: ارضت) هي قرية تقع في إيران في قسم شهدا الريفي. يقدر عدد سكانها بـ 535 نسمة بحسب إحصاء 2016.